# Der Kapitän (Fernsehserie)
Der Kapitän ist eine Abenteuer-Fernsehserie des ZDF, die ab 1997 ausgestrahlt wurde.

## Hintergrund
Frank Harmsen ist Kapitän mehrerer Frachtschiffe. Mit wechselnden Schiffen verfrachtet er auf den Weltmeeren brisante Ladung und besteht mit seinem Freund Chefingenieur Fritz, Maschinist Wysocki und der jeweiligen Besatzung Abenteuer zwischen Umweltkriminalität und Rauschgiftschmuggel, Bürgerkrieg und Meuterei.
Hauptdarsteller Robert Atzorn hörte aufgrund „langweiliger Drehbücher“ 1999 nach 7 abgedrehten Folgen mit Der Kapitän auf. Nach Ende seiner Zeit als Tatort-Kommissar Casstorff war er 2009 wieder in der Rolle des Frank Harmsen zu sehen. Nicht mehr dabei waren Kaiser (Jophi Ries) und Wysocki (Jürgen Tarrach).

## Episoden
| Staffel | Nr. der Folge | Titel der Folge                   | Erstausstrahlung | Drehbuch                                                               | Regie                                               |
| ------- | ------------- | --------------------------------- | ---------------- | ---------------------------------------------------------------------- | --------------------------------------------------- |
| 1       | 1             | Gefährliche Fracht                | 4. Januar 1997   | Christian Frei                                                         | Erhard Riedlsperger                                 |
| 1       | 2             | Die letzte Fahrt der MS Cartagena | 8. Januar 1997   | Christian Frei                                                         | Erhard Riedlsperger, Werner Masten und Thomas Jacob |
| 1       | 3             | Im Vorhof der Hölle               | 11. Januar 1997  | Werner Masten und Carl-Christian Demke nach Motiven von Christian Frei | Werner Masten                                       |
| 1       | 4             | Zwischen den Fronten              | 15. Januar 1997  | Christian Frei                                                         | Erhard Riedlsperger                                 |
| 1       | 5             | Den Tod im Nacken                 | 19. Januar 1997  | Werner Masten und Carl-Christian Demke                                 | Werner Masten                                       |
| 2       | 6             | Kein Hafen für die „Anastasia“    | 15. Januar 2000  | Benedikt Gollhardt                                                     | Sabine Landgraeber                                  |
| 2       | 7             | Das Geheimnis der Viking          | 22. Januar 2000  | Benedikt Gollhardt                                                     | Helmut Metzger                                      |
| 3       | 8             | Piraten                           | 20. Februar 2009 | Rafael Solá Ferrer                                                     | Axel Barth                                          |
| 3       | 9             | Packeis                           | 23. Februar 2009 | Lorenz Stassen                                                         | Axel Barth                                          |

## DVDs
Am 25. Februar 2011 erschien die komplette Serie mit 9 Folgen auf 5 DVDs in einer Box.
| DVD | DVD-Box „Der Kapitän“                                 |
| --- | ----------------------------------------------------- |
| 1   | Gefährliche Fracht, Die letzte Fahrt der MS Cartagena |
| 2   | Im Vorhof der Hölle, Zwischen den Fronten             |
| 3   | Den Tod im Nacken, Kein Hafen für die „Anastasia“     |
| 4   | Das Geheimnis der Viking                              |
| 5   | Piraten, Packeis                                      |